# Barenaked Ladies
Barenaked Ladies (sovint abreviat BNL o, a vegades, BnL) és un grup de música rock canadenc. Actualment, la banda està formada per Jim Creeggan, Kevin Hearn, Ed Robertson i Tyler Stewart. Barenaked Ladies es va formar el 1988 a Scarborough, Ontario (actualment incorporat a Toronto), com un duo format per Robertson i Steven Page. Jim Creeggan i el seu germà Andrew "Andy" Creeggan s'hi van afegir a finals de 1989, i Stewart el 1990, mentre que Andy es prenia una interrupció breu de la seva participació. Andy va deixar el grup després de la publicació del segon àlbum, el 1995, essent substituït per Hearn. Page va deixar-lo el 2009, quedant BNL com un quartet.
Un cop formada, el grup de seguida va desenvolupar un seguiment de culte entre l'audiència del seu país (Canadà), que va culminar quan The Yellow Tape, cassette autoeditat del 1990, es convertí en la primera publicació independent en ser certificada amb la categoria "or" del país. Aleshores fou quan el grup va poder signar un molt bon contracte amb la companyia discogràfica Reprise Records. El seu primer àlbum, Gordon, va ser publicat el 1992.
L'estil de la banda canadenca ha evolucionat al llarg de la seva música, passant d'una música que era exclusivament acústica en els seus inicis, per acabar barrejant estils com el pop, el rock, el hip hop, el rap i d'altres. En general, es considera que BNL s'engloba dins del conegut com a "rock alternatiu". El culte a la banda va traslladar-se en l'èxit immediat de Gordon, al Canadà, que contenia cançons com "If I Had $1000000" o "Brian Wilson", però no fou fins al primer àlbum d'un directe enregistrat, Rock Spectacle, publicat el 1996 i que contenia cançons en directe com "The Old Apartment" o "Brian Wilson", així com el seu quart àlbum d'estudi, de 1998, Stunt, que BNL finalment va assolir també l'èxit als Estats Units. La principal cançó de Stunt, "One Week", segueix essent la cançó més exitosa del grup. D'altres cançons recordades del grup són "It's All Been Done", així com "Pinch Me", la cançó principal de Maroon, el seu següent àlbum. Aquestes i altres cançons, encara avui dia, es reprodueixen en les ràdios del Canadà i dels Estats Units. El 2007, Robertson va escriure i el grup va gravar la cançó d'obertura de la sèrie de televisió The Big Bang Theory, que va donar encara més reconeixement al grup.
Berenaked Ladies també és conegut pel seu estil interpretatiu, amb altes dosis de comèdia i humor a l'escenari, principalment entre cançó i cançó: entre d'altres, improvisen raps o cançons. Han guanyat diversos premis Juno, a més d'haver estat nominats als premis Grammy. El grup ha venut al voltant de 15 milions d'enregistraments, inclosos àlbums i cançons.